# N314 (België)
De N314 is een gewestweg in België tussen Nieuwkerke (N331) en Wijtschate(Vier Koningen) (N336). De weg is ongeveer 8 kilometer lang.
De gehele weg bestaat uit twee rijstroken voor beide rijrichtingen samen.

## Plaatsen langs N314
- Nieuwkerke
- Wulvergem
- Mesen